# Vlastimil Šantroch
Vlastimil Šantroch (* 11. prosince 1961, Mladá Boleslav) je český básník, bloger a pořadatel kulturních akci.

## Život
Narodil se v Mladé Boleslavi. Třicet let žil v Neratovicích a působil v Praze, kam se v roce 2018 přestěhoval. Je starším bratrem českého herce Jana Šantrocha. V letech 2010-2011 publikoval na blogu idnes.cz projekt Vzpomínáček.
Je autorem projektu Veršotepárna na blogu iDnes. V roce 2015 byl jedním z autorů almanachu Žižkovskej Montmártr. V roce 2019 vydal e-book – sbírku limeriků pro každý den nazvanou Shaalendář. Je pořadatelem kulturních akcí především na pražském Žižkově.